# Under Nineteen
Under Nineteen (hangul: 크리에이브틴(틴에이저) 언더나인틴, RR: Keulieibeutin(tin-eijeo) Eondeonaintin), es un programa de baile surcoreano emitido del 3 de noviembre del 2018 hasta el 9 de febrero del 2019 a través de MBC. 
El programa fue presentado por la actriz Kim So-hyun.

## Formato
Se realizaron audiciones en los campos de rap, canto y baile alrededor del mundo, donde los participantes debían ser jóvenes menores de 19 años. Durante el programa no sólo se toma en cuenta el talento de los jóvenes sino también sus aptitudes, personalidades, creatividad y amistad.
El programa presenta a cantantes, raperos, bailarines y aprendices con la capacidad de producir música y coreografía. 57 aspirantes a convertirse en miembros de bandas de K-pop masculinas, competirán por un lugar en el nuevo grupo de ídolos K-pop. Una vez que se queden los primeros 19 lugares, sólo 9 de ellos ganarán. El grupo ganador firmará un contrato por 12 meses y estarán bajo la agencia "MBK Entertainment".
Finalmente el 9 de febrero del 2019 se reveló a los nueve miembros que debutarían: Jeon Do-yum, Shin Ye-chan, Kim Tae-woo, Jung Jin-sung, Lee Seung-hwan, Kim Jun-seo, Jeong Taek-hyeon, Yoo Yong-ha y Park Sung-won, también se reveló que el grupo sería conocido como 1THE9. Do-yum, quien obtuvo el primer lugar, fue elegido como el centro en las formaciones del grupo.
También se reveló que el cantante Crush, quien fue uno de los mentores del programa produciría la canción debut del grupo "1THE9".
El 26 de febrero del mismo año se anunció que el grupo realizaría su debut el 12 de abril del 2019.

## Miembros

### Presentadora
| Nombre      | Ocupación | N.º de episodios | Duración    |
| ----------- | --------- | ---------------- | ----------- |
| Kim So-hyun | Actriz    | 1 - 14           | 2018 - 2019 |

### Entrenadores
| Nombre          | Ocupación                          | Área             | N.º de episodios | Duración    |
| --------------- | ---------------------------------- | ---------------- | ---------------- | ----------- |
| Eunhyuk         | Cantante / Miembro de Super Junior | Mentor de Baile  | -                | 2018 - 2019 |
| Hwang Sang-hoon | Coreógrafo                         | Mentor de Baile  | -                | 2018 - 2019 |
| Crush           | Cantante                           | Mentor de Canto  | -                | 2018 - 2019 |
| Solji           | Cantante / Miembro de EXID         | Mentora de Canto | -                | 2018 - 2019 |
| Gaeko           | Rapero / Miembro de Dynamic Duo    | Mentor de Rap    | -                | 2018 - 2019 |
| Choiza          | Rapero / Miembro de Dynamic Duo    | Mentor de Rap    | -                | 2018 - 2019 |

### Presentador invitado
| Nombre  | Ocupación                          | Episodio donde apareció | Duración |
| ------- | ---------------------------------- | ----------------------- | -------- |
| Leeteuk | Cantante / Miembro de Super Junior | 12, 14                  | 2019     |

### Entrenadores especiales
| Nombre   | Ocupación                          | Episodio donde apareció | Duración   |
| -------- | ---------------------------------- | ----------------------- | ---------- |
| Shindong | Cantante / Miembro de Super Junior | 13                      | 2018, 2019 |
| Yerin    | Cantante / Miembro de GFriend      | 13                      | 2018, 2019 |
| J-Hope   | Rapero / Miembro de BTS            | 10                      | 2019       |
| Kai      | Cantante / Miembro de EXO          | 10                      | 2019       |
| Leeteuk  | Cantante / Miembro de Super Junior | -                       | 2018       |
| Hani     | Cantante / Miembro de EXID         | -                       | 2018       |
| LE       | Rapera / Miembro de EXID           | -                       | 2018       |
| Ravi     | Rapero / Miembro de VIXX           | -                       | 2018       |
| Ken      | Cantante / Miembro de VIXX         | -                       | 2018       |
| Yunho    | Cantante / Miembro de TVXQ         | -                       | 2018       |
| Yesung   | Cantante / Miembro de Super Junior | -                       | 2018       |
| Sunday   | Cantante                           | -                       | 2018       |
| P.O      | Rapero / Miembro de Block B        | -                       | 2018       |
| Jaehyo   | Cantante / Miembro de Block B      | -                       | 2018       |
| U-Kwon   | Cantante / Miembro de Block B      | -                       | 2018       |

### Equipos[19]
| Equipo de Canto | Equipo de Rap | Equipo de Baile |
| --- | --- | --- |
| Shin Ye-chan Kang Jun-hyuck Kim Kun Kim Bin Kim Young-seok Kim Young-won Kim Jung-woo Kim Tae-woo Bae Hyeon-jun Yoon Do-yeon Yoon Tae-kyung Lee Dong-joon Lee Jae-eok Lim Youn-seo Lim Hyeong-bin Jeon Chan-bin Jung Jin-sung Jay Chang Ji Jin-seok | Lee Sang-min Koo Han-seo Kim Sung-ho Kim Ye-joon Kim Jun-jae Nam Do-hyun Park Sung-won Park Jin-oh Bang Jun-hyuck Yoo Yong-ha Lee Min-woo Lee Ye-chan Lee Jun-hwan Jang Rui Chang Min-su Jeong Taek-hyeon Jung Hyun-jun Choi Soo-min Choi Young-hun | Jeon Do-yum Kim Kang-min Kim Shi-hyun Kim Jun-seo Min Park Si-young Son Jin-ha Song Byeong-hee Song Jae-won Su Ren Shin Chan-bin Eddie Oh Da-han Wu Mu-ti Lee Seung-hwan Lee Jong-won Jeong Won-beom Kosuke Christian |

## Episodios
El programa estuvo conformado por 14 episodios, los cuales fueron emitidos a las 6:00pm.

### Misiones

#### Theme Song Mission(Ep. 3-5)
| N.º | Equipo | Canción interpretada | Votos |
| --- | ------ | -------------------- | ----- |
| 1   | Baile  | We Are Young         | 253   |
| 2   | Canto  | Go Tomorrow          | 201   |
| 3   | Rap    | Friends              | 185   |

#### Position Mission(Ep. 6-8)
| 1 | Canto | A | I Need U de BTS      | Kang Jun-hyuck   | 214 | 455 |
| 1 | Canto | A | I Need U de BTS      | Kim Jung-woo     | 214 | 455 |
| 1 | Canto | A | I Need U de BTS      | Lim Hyeong-bin   | 214 | 455 |
| 1 | Canto | A | I Need U de BTS      | Jeon Chan-bin    | 214 | 455 |
| 1 | Canto | A | I Need U de BTS      | Jung Jin-sung    | 214 | 455 |
| 1 | Canto | A | I Need U de BTS      | Ji Jin-seok      | 214 | 455 |
| 1 | Canto | B | Love Me Right de EXO | Kim Kun          | 241 | 455 |
| 1 | Canto | B | Love Me Right de EXO | Kim Young-seok   | 241 | 455 |
| 1 | Canto | B | Love Me Right de EXO | Kim Young-won    | 241 | 455 |
| 1 | Canto | B | Love Me Right de EXO | Kim Tae-woo      | 241 | 455 |
| 1 | Canto | B | Love Me Right de EXO | Bae Hyeon-jun    | 241 | 455 |
| 1 | Canto | B | Love Me Right de EXO | Shin Ye-chan     | 241 | 455 |
| 1 | Canto | B | Love Me Right de EXO | Yoon Tae-kyung   | 241 | 455 |
| 1 | Canto | B | Love Me Right de EXO | Lee Dong-joon    | 241 | 455 |
| 1 | Canto | B | Love Me Right de EXO | Lee Jae-eok      | 241 | 455 |
| 1 | Canto | B | Love Me Right de EXO | Lim Youn-seo     | 241 | 455 |
| 2 | Baile | A | H.E.R. de Block B    | Kim Kang-min     | 223 | 450 |
| 2 | Baile | A | H.E.R. de Block B    | Park Si-young    | 223 | 450 |
| 2 | Baile | A | H.E.R. de Block B    | Song Byeong-hee  | 223 | 450 |
| 2 | Baile | A | H.E.R. de Block B    | Song Jae-won     | 223 | 450 |
| 2 | Baile | A | H.E.R. de Block B    | Suren            | 223 | 450 |
| 2 | Baile | A | H.E.R. de Block B    | Shin Chan-bin    | 223 | 450 |
| 2 | Baile | A | H.E.R. de Block B    | Eddie            | 223 | 450 |
| 2 | Baile | A | H.E.R. de Block B    | Oh Da-han        | 223 | 450 |
| 2 | Baile | A | H.E.R. de Block B    | Lee Seung-hwan   | 223 | 450 |
| 2 | Baile | A | H.E.R. de Block B    | Christian        | 223 | 450 |
| 2 | Baile | B | Shangri-La de VIXX   | Kim Shi-hyun     | 227 | 450 |
| 2 | Baile | B | Shangri-La de VIXX   | Kim Jun-seo      | 227 | 450 |
| 2 | Baile | B | Shangri-La de VIXX   | Min              | 227 | 450 |
| 2 | Baile | B | Shangri-La de VIXX   | Son Jin-ha       | 227 | 450 |
| 2 | Baile | B | Shangri-La de VIXX   | Wumuti           | 227 | 450 |
| 2 | Baile | B | Shangri-La de VIXX   | Lee Jong-won     | 227 | 450 |
| 2 | Baile | B | Shangri-La de VIXX   | Jeon Do-yum      | 227 | 450 |
| 2 | Baile | B | Shangri-La de VIXX   | Jeong Won-beom   | 227 | 450 |
| 2 | Baile | B | Shangri-La de VIXX   | Kosuke           | 227 | 450 |
| 3 | Rap   | A | H.E.R. de Block B    | Kim Sung-ho      | 236 | 437 |
| 3 | Rap   | A | H.E.R. de Block B    | Park Sung-won    | 236 | 437 |
| 3 | Rap   | A | H.E.R. de Block B    | Bang Jun-hyuk    | 236 | 437 |
| 3 | Rap   | A | H.E.R. de Block B    | Jang Rui         | 236 | 437 |
| 3 | Rap   | A | H.E.R. de Block B    | Jung Hyun-jun    | 236 | 437 |
| 3 | Rap   | A | H.E.R. de Block B    | Choi Soo-min     | 236 | 437 |
| 3 | Rap   | B | Boss de NCT U        | Koo Han-seo      | 201 | 437 |
| 3 | Rap   | B | Boss de NCT U        | Kim Ye-joon      | 201 | 437 |
| 3 | Rap   | B | Boss de NCT U        | Nam Do-hyon      | 201 | 437 |
| 3 | Rap   | B | Boss de NCT U        | Park Jin-oh      | 201 | 437 |
| 3 | Rap   | B | Boss de NCT U        | Yoo Yong-ha      | 201 | 437 |
| 3 | Rap   | B | Boss de NCT U        | Lee Sang-min     | 201 | 437 |
| 3 | Rap   | B | Boss de NCT U        | Lee Ye-chan      | 201 | 437 |
| 3 | Rap   | B | Boss de NCT U        | Jeong Taek-hyeon | 201 | 437 |
| Las unidades en indican al equipo ganador, mientras que los nombres en indican al líder y los nombres en indican al antiguo líder |       |   |                      |                  |     |     |

#### Shuffle Mission(Ep. 10-11)
| 1                                                                                        | 1 | Mirotic de TVXQ     | -      | Lee Seung-hwan  | 289 |
| 1                                                                                        | 1 | Mirotic de TVXQ     | -      | Wumuti          | 289 |
| 1                                                                                        | 1 | Mirotic de TVXQ     | -      | Kim Tae-woo     | 289 |
| 1                                                                                        | 1 | Mirotic de TVXQ     | -      | Song Byeong-hee | 289 |
| 1                                                                                        | 1 | Mirotic de TVXQ     | -      | Yoo Yong-ha     | 289 |
| 1                                                                                        | 1 | Mirotic de TVXQ     | -      | Lee Dong-jun    | 289 |
| 1                                                                                        | 2 | Fake Love de BTS    | J-Hope | Shin Ye-chan    | 373 |
| 1                                                                                        | 2 | Fake Love de BTS    | J-Hope | Jeon Do-yum     | 373 |
| 1                                                                                        | 2 | Fake Love de BTS    | J-Hope | Yoon Tae-kyung  | 373 |
| 1                                                                                        | 2 | Fake Love de BTS    | J-Hope | Kim Jun-seo     | 373 |
| 1                                                                                        | 2 | Fake Love de BTS    | J-Hope | Lim Hyeong-bin  | 373 |
| 1                                                                                        | 2 | Fake Love de BTS    | J-Hope | Lee Sang-min    | 373 |
| 1                                                                                        | 2 | Fake Love de BTS    | J-Hope | Kang Jun-hyuk   | 373 |
| 2                                                                                        | 3 | Be Mine de INFINITE | -      | Kim Shi-hyun    | 335 |
| 2                                                                                        | 3 | Be Mine de INFINITE | -      | Kim Young-seok  | 335 |
| 2                                                                                        | 3 | Be Mine de INFINITE | -      | Bae Hyun-jun    | 335 |
| 2                                                                                        | 3 | Be Mine de INFINITE | -      | Taek-hyeon      | 335 |
| 2                                                                                        | 3 | Be Mine de INFINITE | -      | Son Jin-ha      | 335 |
| 2                                                                                        | 3 | Be Mine de INFINITE | -      | Lee Jae-eok     | 335 |
| 2                                                                                        | 3 | Be Mine de INFINITE | -      | Min             | 335 |
| 2                                                                                        | 4 | Fiction de BEAST    | -      | Shin Chan-bin   | 303 |
| 2                                                                                        | 4 | Fiction de BEAST    | -      | Ji Jin-seok     | 303 |
| 2                                                                                        | 4 | Fiction de BEAST    | -      | Choi Soo-min    | 303 |
| 2                                                                                        | 4 | Fiction de BEAST    | -      | Jeon Chan-bin   | 303 |
| 2                                                                                        | 4 | Fiction de BEAST    | -      | Lee Jongwon     | 303 |
| 2                                                                                        | 4 | Fiction de BEAST    | -      | Kim Sung-ho     | 303 |
| 3                                                                                        | 5 | Sherlock de SHINee  | -      | Kim Young-won   | 174 |
| 3                                                                                        | 5 | Sherlock de SHINee  | -      | Lee Ye-chan     | 174 |
| 3                                                                                        | 5 | Sherlock de SHINee  | -      | Kim Kun         | 174 |
| 3                                                                                        | 5 | Sherlock de SHINee  | -      | Christian       | 174 |
| 3                                                                                        | 5 | Sherlock de SHINee  | -      | Lim Yoon-seo    | 174 |
| 3                                                                                        | 5 | Sherlock de SHINee  | -      | Park Jin-oh     | 174 |
| 3                                                                                        | 5 | Sherlock de SHINee  | -      | Oh Da-han       | 174 |
| 3                                                                                        | 6 | Growl de EXO        | Kai    | Song Jae-won    | 454 |
| 3                                                                                        | 6 | Growl de EXO        | Kai    | Jung Jin-sung   | 454 |
| 3                                                                                        | 6 | Growl de EXO        | Kai    | Bang Jun-hyuk   | 454 |
| 3                                                                                        | 6 | Growl de EXO        | Kai    | Kim Jung-woo    | 454 |
| 3                                                                                        | 6 | Growl de EXO        | Kai    | Park Si-young   | 454 |
| 3                                                                                        | 6 | Growl de EXO        | Kai    | Suren           | 454 |
| 3                                                                                        | 6 | Growl de EXO        | Kai    | Park Sung-won   | 454 |
| Las unidades en indican al equipo ganador, mientras que los nombres en indican al líder. |   |                     |        |                 |     |

#### Directors Collaboration Mission(Ep. 12)[24]
| 1 | Canto | Don't Forget de Crush          | Crush y Solji  |                  |   |
| 1 | Canto | Don't Forget de Crush          | Crush y Solji  | Shin Ye-chan     | - |
| 1 | Canto | Don't Forget de Crush          | Crush y Solji  | Kang Joon-hyuck  | - |
| 1 | Canto | Don't Forget de Crush          | Crush y Solji  | Yoon Tae-kyung   | - |
| 1 | Canto | Don't Forget de Crush          | Crush y Solji  | Kim Tae-woo      | - |
| 1 | Canto | Don't Forget de Crush          | Crush y Solji  | Bae Hyun-jun     | - |
| 1 | Canto | Don't Forget de Crush          | Crush y Solji  | Ji Jin-seok      | - |
| 1 | Canto | Don't Forget de Crush          | Crush y Solji  | Jeon Chan-bin    | - |
| 1 | Canto | Don't Forget de Crush          | Crush y Solji  | Kim Young-won    | - |
| 1 | Canto | Don't Forget de Crush          | Crush y Solji  | Jung Jin-sung    | - |
| 1 | Canto | Don't Forget de Crush          | Crush y Solji  | Kim Jung-woo     | - |
| 1 | Canto | Don't Forget de Crush          | Crush y Solji  | Lim Hyeong-bin   | - |
| 1 | Canto | Don't Forget de Crush          | Crush y Solji  | Lee Dong-joon    | - |
| 1 | Canto | Don't Forget de Crush          | Crush y Solji  | Kim Young-seok   | - |
| 1 | Canto | Don't Forget de Crush          | Crush y Solji  | Lee Jae-eok      | - |
| 1 | Canto | Don't Forget de Crush          | Crush y Solji  | Lim Youn-seo     | - |
| 1 | Canto | Don't Forget de Crush          | Crush y Solji  | Kim Kun          | - |
| 2 | Rap   | Friday Night de Dynamic Duo    | Gaeko y Choiza |                  | - |
| 2 | Rap   | Friday Night de Dynamic Duo    | Gaeko y Choiza | Lee Sang-min     | - |
| 2 | Rap   | Friday Night de Dynamic Duo    | Gaeko y Choiza | Yoo Yong-ha      | - |
| 2 | Rap   | Friday Night de Dynamic Duo    | Gaeko y Choiza | Jeong Taek-hyeon | - |
| 2 | Rap   | Friday Night de Dynamic Duo    | Gaeko y Choiza | Kim Sung-ho      | - |
| 2 | Rap   | Friday Night de Dynamic Duo    | Gaeko y Choiza | Lee Ye-chan      | - |
| 2 | Rap   | Friday Night de Dynamic Duo    | Gaeko y Choiza | Park Jin-oh      | - |
| 2 | Rap   | Friday Night de Dynamic Duo    | Gaeko y Choiza | Park Sung-won    | - |
| 2 | Rap   | Friday Night de Dynamic Duo    | Gaeko y Choiza | Bang Jun-hyuk    | - |
| 3 | Baile | U y Black Suit de Super Junior | Eunhyuk        |                  | - |
| 3 | Baile | U y Black Suit de Super Junior | Eunhyuk        | Jeon Do-yum      | - |
| 3 | Baile | U y Black Suit de Super Junior | Eunhyuk        | Kim Jun-seo      | - |
| 3 | Baile | U y Black Suit de Super Junior | Eunhyuk        | Wumuti           | - |
| 3 | Baile | U y Black Suit de Super Junior | Eunhyuk        | Song Byeong-hee  | - |
| 3 | Baile | U y Black Suit de Super Junior | Eunhyuk        | Lee Seung-hwan   | - |
| 3 | Baile | U y Black Suit de Super Junior | Eunhyuk        | Kim Shi-hyun     | - |
| 3 | Baile | U y Black Suit de Super Junior | Eunhyuk        | Lee Jong-won     | - |
| 3 | Baile | U y Black Suit de Super Junior | Eunhyuk        | Park Si-young    | - |
| 3 | Baile | U y Black Suit de Super Junior | Eunhyuk        | Suren            | - |
| 3 | Baile | U y Black Suit de Super Junior | Eunhyuk        | Son Jin-ha       | - |
| 3 | Baile | U y Black Suit de Super Junior | Eunhyuk        | Min              | - |
| 3 | Baile | U y Black Suit de Super Junior | Eunhyuk        | Oh Da-han        | - |
| 3 | Baile | U y Black Suit de Super Junior | Eunhyuk        | Christian        | - |
| 3 | Baile | U y Black Suit de Super Junior | Eunhyuk        | Song Jae-won     | - |
| 3 | Baile | U y Black Suit de Super Junior | Eunhyuk        | Shin Chan-bin    | - |

#### Final Performances(Ep. 14)[25]
| N.º | Equipo | Canción interpretada              | Notas |
| --- | ------ | --------------------------------- | ----- |
| 1   | Todos  | "We Are Young"                    | -     |
| 1   | A      | "It’s Like Magic" de Primeboi     | -     |
| 2   | B      | "Shoot a Star" de Lee Ki Yong-bae | -     |

### Posiciones

#### Posiciones por unidades
| No. | Equipo | Nombre           | Edad | Ranking | Ranking               | Ranking               | Ranking                                    | Ranking                                    | Ranking                                    | Ranking                                    | Ranking                                    | Ranking                                    | Ranking                                    | Ranking                                    | Ranking                                    | Ranking                                    | Ranking                                    | Ranking                                    | Ranking                                    | Ranking                                    | Duración |  |
| No. | Equipo | Nombre           | Edad |         | Ranking de los Jueces | Ranking de los Jueces | Audiencia en el Estudio y Ranking en línea | Audiencia en el Estudio y Ranking en línea | Audiencia en el Estudio y Ranking en línea | Audiencia en el Estudio y Ranking en línea | Audiencia en el Estudio y Ranking en línea | Audiencia en el Estudio y Ranking en línea | Audiencia en el Estudio y Ranking en línea | Audiencia en el Estudio y Ranking en línea | Audiencia en el Estudio y Ranking en línea | Audiencia en el Estudio y Ranking en línea | Audiencia en el Estudio y Ranking en línea | Audiencia en el Estudio y Ranking en línea | Audiencia en el Estudio y Ranking en línea | Audiencia en el Estudio y Ranking en línea | Duración |  |
| No. | Equipo | Nombre           | Edad | Ep.1-2  | Ep.3                  | Ep.4                  | Ep.6                                       | Ep.6                                       | Ep.7                                       | Ep.9                                       | Ep.9                                       | Ep.10                                      | Ep.12                                      | Ep.12                                      | Ep.13                                      | Ep.13                                      | 30 de enero                                | Ep.14 (Final)                              | Ep.14 (Final)                              |                                            | Duración |  |
| No. | Equipo | Nombre           | Edad | Ep.1-2  | Ep.3                  | Ep.4                  | #                                          | Votos                                      | Ep.7                                       | #                                          | Votos                                      | Ep.10                                      | #                                          | Votos                                      | #                                          | Votos                                      | #                                          | #                                          | Votos                                      |                                            | Duración |  |
| --- | ------ | ---------------- | ---- | ------- | --------------------- | --------------------- | ------------------------------------------ | ------------------------------------------ | ------------------------------------------ | ------------------------------------------ | ------------------------------------------ | ------------------------------------------ | ------------------------------------------ | ------------------------------------------ | ------------------------------------------ | ------------------------------------------ | ------------------------------------------ | ------------------------------------------ | ------------------------------------------ | ------------------------------------------ | -------- |  |
| 1 | Canto  | Ji Jin-seok      | 19   | 1       | 5                     | 3                     | 3                                          | (176,323)                                  | 4                                          | 3                                          | (267,057)                                  | 3                                          | 3                                          | (432,880)                                  | Dejó el programa                           | Dejó el programa                           | Dejó el programa                           | Dejó el programa                           | Dejó el programa                           | 2018 - 2019                                |          |  |
| 2 | Canto  | Shin Ye-chan     | 16   | 2       | 2                     | 2                     | 2                                          | (187,996)                                  | 2                                          | 2                                          | (311,385)                                  | 2                                          | 2                                          | (512,114)                                  | 2                                          | (70,531)                                   | 3                                          | 3                                          | (390,005)                                  | 2018 - 2019                                |          |  |
| 3 | Canto  | Kim Young-seok   | 14   | 3       | 4                     | 8                     | 11                                         | (133,180)                                  | 14                                         | 13                                         | (153,175)                                  | 12                                         | 11                                         | ( - )                                      | Eliminado                                  | Eliminado                                  | Eliminado                                  | Eliminado                                  | Eliminado                                  | 2018 - 2019                                |          |  |
| 4 | Canto  | Kim Young-won    | 17   | 4       | 6                     | 5                     | 8                                          | (145,664)                                  | 6                                          | 6                                          | (224,272)                                  | 10                                         | 6                                          | (273,738)                                  | 4                                          | (42,329)                                   | 4                                          | Eliminado                                  | Eliminado                                  | 2018 - 2019                                |          |  |
| 5 | Canto  | Jung Jin-sung    | 15   | 5       | 1                     | 1                     | 1                                          | (203,940)                                  | 3                                          | 4                                          | (263,028)                                  | 1                                          | 1                                          | (550,906)                                  | 1                                          | (99,448)                                   | 1                                          | 1                                          | (500,929)                                  | 2018 - 2019                                |          |  |
| 6 | Canto  | Kim Bin          | 18   | 6       | 8                     | 10                    | 17                                         | ( - )                                      | Eliminado                                  | Eliminado                                  | Eliminado                                  | Eliminado                                  | Eliminado                                  | Eliminado                                  | Eliminado                                  | Eliminado                                  | Eliminado                                  | Eliminado                                  | Eliminado                                  | 2018                                       |          |  |
| 7 | Canto  | Kim Jung-woo     | 18   | 7       | 3                     | 7                     | 12                                         | (127,188)                                  | 13                                         | 11                                         | (166,602)                                  | 9                                          | 10                                         | (228,632)                                  | Eliminado                                  | Eliminado                                  | Eliminado                                  | Eliminado                                  | Eliminado                                  | 2018 - 2019                                |          |  |
| 8 | Canto  | Lim Hyeong-bin   | 16   | 8       | 17                    | 14                    | 16                                         | (121,060)                                  | 9                                          | 10                                         | (175,054)                                  | 13                                         | 14                                         | ( - )                                      | Eliminado                                  | Eliminado                                  | Eliminado                                  | Eliminado                                  | Eliminado                                  | 2018 - 2019                                |          |  |
| 9 | Canto  | Yoon Do-yeon     | 17   | 9       | 15                    | 11                    | 19                                         | ( - )                                      | Eliminado                                  | Eliminado                                  | Eliminado                                  | Eliminado                                  | Eliminado                                  | Eliminado                                  | Eliminado                                  | Eliminado                                  | Eliminado                                  | Eliminado                                  | Eliminado                                  | 2018                                       |          |  |
| 10 | Canto  | Jay Chang        | 16   | 10      | 11                    | 19                    | 18                                         | ( - )                                      | Eliminado                                  | Eliminado                                  | Eliminado                                  | Eliminado                                  | Eliminado                                  | Eliminado                                  | Eliminado                                  | Eliminado                                  | Eliminado                                  | Eliminado                                  | Eliminado                                  | 2018                                       |          |  |
| 11 | Canto  | Kang Jun-hyuck   | 16   | 11      | 7                     | 9                     | 6                                          | (147,126)                                  | 7                                          | 8                                          | (211,854)                                  | 11                                         | 8                                          | (231,780)                                  | 7                                          | Eliminado                                  | Eliminado                                  | Eliminado                                  | Eliminado                                  | 2018 - 2019                                |          |  |
| 12 | Canto  | Lee Jae-eok      | 17   | 12      | 12                    | 6                     | 9                                          | (135,778)                                  | 15                                         | 16                                         | (89,480)                                   | 16                                         | 15                                         | ( - )                                      | Eliminado                                  | Eliminado                                  | Eliminado                                  | Eliminado                                  | Eliminado                                  | 2018 - 2019                                |          |  |
| 13 | Canto  | Bae Hyeon-jun    | 14   | 13      | 10                    | 17                    | 7                                          | (146,603)                                  | 5                                          | 7                                          | (222,094)                                  | 7                                          | 7                                          | (266,997)                                  | 5                                          | (25,823)                                   | 5                                          | Eliminado                                  | Eliminado                                  | 2018 - 2019                                |          |  |
| 14 | Canto  | Jeon Chan-bin    | 16   | 14      | 18                    | 16                    | 13                                         | (126,091)                                  | 10                                         | 9                                          | (178,525)                                  | 14                                         | 9                                          | (229,646)                                  | 6                                          | (25,333)                                   | Eliminado                                  | Eliminado                                  | Eliminado                                  | 2018 - 2019                                |          |  |
| 15 | Canto  | Lim Youn-seo     | 17   | 15      | 16                    | 13                    | 10                                         | (135,200)                                  | 12                                         | 12                                         | (154,667)                                  | 6                                          | 12                                         | ( - )                                      | Eliminado                                  | Eliminado                                  | Eliminado                                  | Eliminado                                  | Eliminado                                  | 2018 - 2019                                |          |  |
| 16 | Canto  | Yoon Tae-kyung   | 16   | 16      | 9                     | 15                    | 4                                          | (171,191)                                  | 1                                          | 1                                          | (326,120)                                  | 4                                          | 5                                          | (309,426)                                  | 8                                          | Eliminado                                  | Eliminado                                  | Eliminado                                  | Eliminado                                  | 2018 - 2019                                |          |  |
| 17 | Canto  | Lee Dong-joon    | 18   | 17      | 19                    | 18                    | 15                                         | (122,108)                                  | 11                                         | 14                                         | (143,469)                                  | 8                                          | 13                                         | ( - )                                      | Eliminado                                  | Eliminado                                  | Eliminado                                  | Eliminado                                  | Eliminado                                  | 2018 - 2019                                |          |  |
| 18 | Canto  | Kim Kun          | 16   | 18      | 14                    | 12                    | 14                                         | (122,430)                                  | 16                                         | 15                                         | (100,042)                                  | 15                                         | 16                                         | ( - )                                      | Eliminado                                  | Eliminado                                  | Eliminado                                  | Eliminado                                  | Eliminado                                  | 2018 - 2019                                |          |  |
| 19 | Canto  | Kim Tae-woo      | 18   | 19      | 13                    | 4                     | 5                                          | (156,742)                                  | 8                                          | 5                                          | (231,829)                                  | 5                                          | 4                                          | (362,781)                                  | 3                                          | (68,074)                                   | 2                                          | 2                                          | (399,509)                                  | 2018 - 2019                                |          |  |
| |        |                  |      |         |                       |                       |                                            |                                            |                                            |                                            |                                            |                                            |                                            |                                            |                                            |                                            |                                            |                                            |                                            |                                            |          |  |
| 1 | Rap    | Choi Soo-min     | 17   | 1       | 12                    | 3                     | 1                                          | (173,601)                                  | 2                                          | 2                                          | (338,152)                                  | 1                                          | Expulsado                                  | Expulsado                                  | Expulsado                                  | Expulsado                                  | Expulsado                                  | Expulsado                                  | Expulsado                                  | 2018 - 2019                                |          |  |
| 2 | Rap    | Jung Hyun-jun    | 17   | 2       | 8                     | 7                     | 6                                          | (121,630)                                  | 7                                          | 11                                         | ( - )                                      | Eliminado                                  | Eliminado                                  | Eliminado                                  | Eliminado                                  | Eliminado                                  | Eliminado                                  | Eliminado                                  | Eliminado                                  | 2018                                       |          |  |
| 3 | Rap    | Park Jin-oh      | 16   | 3       | 10                    | 6                     | 10                                         | (99,762)                                   | 12                                         | 9                                          | (168,710)                                  | 8                                          | 8                                          | (228,516)                                  | Eliminado                                  | Eliminado                                  | Eliminado                                  | Eliminado                                  | Eliminado                                  | 2018 - 2019                                |          |  |
| 4 | Rap    | Lee Ye-chan      | 12   | 4       | 6                     | 2                     | 3                                          | (151,232)                                  | 11                                         | 7                                          | (225,263)                                  | 9                                          | 7                                          | (255,595)                                  | 5                                          | (41,110)                                   | 5                                          | Eliminado                                  | Eliminado                                  | 2018 - 2019                                |          |  |
| 5 | Rap    | Kim Ye-joon      | 16   | 5       | 2                     | 8                     | 5                                          | (122,473)                                  | 8                                          | 10                                         | ( - )                                      | Eliminado                                  | Eliminado                                  | Eliminado                                  | Eliminado                                  | Eliminado                                  | Eliminado                                  | Eliminado                                  | Eliminado                                  | 2018                                       |          |  |
| 6 | Rap    | Kim Sung-ho      | 17   | 6       | 5                     | 15                    | 4                                          | (140,395)                                  | 1                                          | 1                                          | (340,236)                                  | 4                                          | 6                                          | (312,976)                                  | 6                                          | Eliminado                                  | Eliminado                                  | Eliminado                                  | Eliminado                                  | 2018 - 2019                                |          |  |
| 7 | Rap    | Jang Rui         | 17   | 7       | 14                    | 18                    | 13                                         | (93,947)                                   | 14                                         | 13                                         | ( - )                                      | Eliminado                                  | Eliminado                                  | Eliminado                                  | Eliminado                                  | Eliminado                                  | Eliminado                                  | Eliminado                                  | Eliminado                                  | 2018                                       |          |  |
| 8 | Rap    | Lee Jung-hwan    | 18   | 8       | 19                    | 16                    | 17                                         | ( - )                                      | Eliminado                                  | Eliminado                                  | Eliminado                                  | Eliminado                                  | Eliminado                                  | Eliminado                                  | Eliminado                                  | Eliminado                                  | Eliminado                                  | Eliminado                                  | Eliminado                                  | 2018                                       |          |  |
| 9 | Rap    | Bang Jun-hyuk    | 13   | 9       | 1                     | 1                     | 2                                          | (172,678)                                  | 3                                          | 5                                          | (265,657)                                  | 5                                          | 1                                          | ( - )                                      | Dejó el programa                           | Dejó el programa                           | Dejó el programa                           | Dejó el programa                           | Dejó el programa                           | 2018 - 2019                                |          |  |
| 10 | Rap    | Lee Min-woo      | 16   | 10      | 18                    | 14                    | 16                                         | ( - )                                      | Eliminado                                  | Eliminado                                  | Eliminado                                  | Eliminado                                  | Eliminado                                  | Eliminado                                  | Eliminado                                  | Eliminado                                  | Eliminado                                  | Eliminado                                  | Eliminado                                  | 2018                                       |          |  |
| 11 | Rap    | Lee Sang-min     | 15   | 11      | 13                    | 9                     | 7                                          | (117,870)                                  | 4                                          | 4                                          | (268,401)                                  | 6                                          | 5                                          | (422,337)                                  | 4                                          | (43,616)                                   | 4                                          | Eliminado                                  | Eliminado                                  | 2018 - 2019                                |          |  |
| 12 | Rap    | Park Sung-won    | 14   | 12      | 7                     | 5                     | 9                                          | (112,358)                                  | 5                                          | 3                                          | (271,287)                                  | 3                                          | 2                                          | (456,983)                                  | 3                                          | (53,080)                                   | 2                                          | 3                                          | (342,430)                                  | 2018 - 2019                                |          |  |
| 13 | Rap    | Jeong Taek-hyeon | 14   | 13      | 4                     | 4                     | 8                                          | (115,959)                                  | 10                                         | 8                                          | (222,521)                                  | 2                                          | 3                                          | (450,440)                                  | 2                                          | (53,661)                                   | 3                                          | 1                                          | (377,883)                                  | 2018 - 2019                                |          |  |
| 14 | Rap    | Yoo Yong-ha      | 18   | 14      | 16                    | 12                    | 11                                         | (99,454)                                   | 6                                          | 6                                          | (230,315)                                  | 7                                          | 4                                          | (433,487)                                  | 1                                          | (72,190)                                   | 1                                          | 2                                          | (347,424)                                  | 2018 - 2019                                |          |  |
| 15 | Rap    | Chang Min-su     | 16   | 15      | 9                     | 11                    | 18                                         | ( - )                                      | Eliminado                                  | Eliminado                                  | Eliminado                                  | Eliminado                                  | Eliminado                                  | Eliminado                                  | Eliminado                                  | Eliminado                                  | Eliminado                                  | Eliminado                                  | Eliminado                                  | 2018                                       |          |  |
| 16 | Rap    | Nam Do-hyon      | 13   | 16      | 3                     | 17                    | 12                                         | (96,920)                                   | 9                                          | 12                                         | ( - )                                      | Eliminado                                  | Eliminado                                  | Eliminado                                  | Eliminado                                  | Eliminado                                  | Eliminado                                  | Eliminado                                  | Eliminado                                  | 2018                                       |          |  |
| 17 | Rap    | Choi Yong-hun    | 18   | 17      | 17                    | 19                    | 15                                         | ( - )                                      | Eliminado                                  | Eliminado                                  | Eliminado                                  | Eliminado                                  | Eliminado                                  | Eliminado                                  | Eliminado                                  | Eliminado                                  | Eliminado                                  | Eliminado                                  | Eliminado                                  | 2018                                       |          |  |
| 18 | Rap    | Kim Jun-jae      | 17   | 18      | 15                    | 10                    | 19                                         | ( - )                                      | Eliminado                                  | Eliminado                                  | Eliminado                                  | Eliminado                                  | Eliminado                                  | Eliminado                                  | Eliminado                                  | Eliminado                                  | Eliminado                                  | Eliminado                                  | Eliminado                                  | 2018                                       |          |  |
| 19 | Rap    | Koo Han-seo      | 15   | 19      | 11                    | 13                    | 14                                         | (89,673)                                   | 13                                         | 14                                         | ( - )                                      | Eliminado                                  | Eliminado                                  | Eliminado                                  | Eliminado                                  | Eliminado                                  | Eliminado                                  | Eliminado                                  | Eliminado                                  | 2018                                       |          |  |
| |        |                  |      |         |                       |                       |                                            |                                            |                                            |                                            |                                            |                                            |                                            |                                            |                                            |                                            |                                            |                                            |                                            |                                            |          |  |
| 1 | Baile  | Eddie            | 19   | 1       | 14                    | 14                    | 16                                         | (91,936)                                   | 19                                         | 17                                         | ( - )                                      | Eliminado                                  | Eliminado                                  | Eliminado                                  | Eliminado                                  | Eliminado                                  | Eliminado                                  | Eliminado                                  | Eliminado                                  | 2018                                       |          |  |
| 2 | Baile  | Suren            | 13   | 2       | 4                     | 4                     | 4                                          | (177,299)                                  | 12                                         | 12                                         | (159,084)                                  | 10                                         | 9                                          | (250,358)                                  | 6                                          | (42,721)                                   | 4                                          | Eliminado                                  | Eliminado                                  | 2018 - 2019                                |          |  |
| 3 | Baile  | Son Jin-ha       | 16   | 3       | 15                    | 16                    | 15                                         | (93,008)                                   | 10                                         | 15                                         | (139,785)                                  | 14                                         | 14                                         | ( - )                                      | Eliminado                                  | Eliminado                                  | Eliminado                                  | Eliminado                                  | Eliminado                                  | 2018 - 2019                                |          |  |
| 4 | Baile  | Jeon Do-yum      | 15   | 4       | 3                     | 3                     | 3                                          | (207,235)                                  | 2                                          | 2                                          | (322,940)                                  | 2                                          | 1                                          | (551,943)                                  | 1                                          | (120,308)                                  | 1                                          | 1                                          | (678,953)                                  | 2018 - 2019                                |          |  |
| 5 | Baile  | Lee Jong-won     | 13   | 5       | 16                    | 15                    | 13                                         | (106,310)                                  | 5                                          | 10                                         | (172,810)                                  | 6                                          | 7                                          | (282,527)                                  | 9                                          | (27,496)                                   | 8                                          | Eliminado                                  | Eliminado                                  | 2018 - 2019                                |          |  |
| 6 | Baile  | Song Byeong-hee  | 16   | 6       | 7                     | 7                     | 8                                          | (141,905)                                  | 13                                         | 8                                          | (181,335)                                  | 4                                          | 5                                          | (313,020)                                  | 7                                          | (34,790)                                   | 6                                          | Eliminado                                  | Eliminado                                  | 2018 - 2019                                |          |  |
| 7 | Baile  | Kosuke           | 17   | 7       | 13                    | 13                    | 14                                         | (103,367)                                  | 16                                         | 16                                         | ( - )                                      | Eliminado                                  | Eliminado                                  | Eliminado                                  | Eliminado                                  | Eliminado                                  | Eliminado                                  | Eliminado                                  | Eliminado                                  | 2018                                       |          |  |
| 8 | Baile  | Min              | 17   | 8       | 9                     | 10                    | 11                                         | (123,525)                                  | 14                                         | 13                                         | (146,987)                                  | 12                                         | 12                                         | ( - )                                      | Eliminado                                  | Eliminado                                  | Eliminado                                  | Eliminado                                  | Eliminado                                  | 2018 - 2019                                |          |  |
| 9 | Baile  | Shin Chan-bin    | 16   | 9       | 11                    | 12                    | 12                                         | (113,348)                                  | 15                                         | 14                                         | (143,267)                                  | 8                                          | 10                                         | ( - )                                      | Eliminado                                  | Eliminado                                  | Eliminado                                  | Eliminado                                  | Eliminado                                  | 2018 - 2019                                |          |  |
| 10 | Baile  | Wumuti           | 18   | 10      | 1                     | 1                     | 1                                          | (285,524)                                  | 1                                          | 1                                          | (371,028)                                  | 1                                          | 3                                          | (384,375)                                  | 2                                          | (90,930)                                   | 7                                          | Dejó el programa                           | Dejó el programa                           | 2018 - 2019                                |          |  |
| 11 | Baile  | Jeong Won-beom   | 18   | 11      | 18                    | 18                    | 19                                         | (73,360)                                   | 18                                         | 19                                         | ( - )                                      | Eliminado                                  | Eliminado                                  | Eliminado                                  | Eliminado                                  | Eliminado                                  | Eliminado                                  | Eliminado                                  | Eliminado                                  | 2018                                       |          |  |
| 12 | Baile  | Kim Kang-min     | 16   | 12      | 6                     | 6                     | 9                                          | (135,529)                                  | 17                                         | 18                                         | ( - )                                      | Eliminado                                  | Eliminado                                  | Eliminado                                  | Eliminado                                  | Eliminado                                  | Eliminado                                  | Eliminado                                  | Eliminado                                  | 2018                                       |          |  |
| 13 | Baile  | Christian        | 18   | 13      | 17                    | 17                    | 18                                         | (76,018)                                   | 11                                         | 11                                         | (165,064)                                  | 15                                         | 15                                         | ( - )                                      | Eliminado                                  | Eliminado                                  | Eliminado                                  | Eliminado                                  | Eliminado                                  | 2018 - 2019                                |          |  |
| 14 | Baile  | Song Jae-won     | 16   | 14      | 8                     | 8                     | 7                                          | (143,868)                                  | 6                                          | 5                                          | (187,399)                                  | 11                                         | 11                                         | ( - )                                      | Eliminado                                  | Eliminado                                  | Eliminado                                  | Eliminado                                  | Eliminado                                  | 2018 - 2019                                |          |  |
| 15 | Baile  | Lee Seung-hwan   | 17   | 15      | 12                    | 11                    | 6                                          | (151,238)                                  | 3                                          | 3                                          | (258,783)                                  | 3                                          | 2                                          | (474,532)                                  | 4                                          | (57,770)                                   | 3                                          | 2                                          | (325,754)                                  | 2018 - 2019                                |          |  |
| 16 | Baile  | Kim Jun-seo      | 16   | 16      | 5                     | 5                     | 5                                          | (168,313)                                  | 8                                          | 7                                          | (183,674)                                  | 7                                          | 6                                          | (288,860)                                  | 5                                          | (46,066)                                   | 5                                          | 3                                          | (321,288)                                  | 2018 - 2019                                |          |  |
| 17 | Baile  | Park Si-young    | 14   | 17      | 10                    | 9                     | 10                                         | (133,118)                                  | 7                                          | 6                                          | (184,432)                                  | 9                                          | 8                                          | (275,153)                                  | 8                                          | (31,990)                                   | 9                                          | Eliminado                                  | Eliminado                                  | 2018 - 2019                                |          |  |
| 18 | Baile  | Oh Da-han        | 16   | 18      | 19                    | 19                    | 17                                         | (82,391)                                   | 9                                          | 9                                          | (179,621)                                  | 13                                         | 13                                         | ( - )                                      | Eliminado                                  | Eliminado                                  | Eliminado                                  | Eliminado                                  | Eliminado                                  | 2018 - 2019                                |          |  |
| 19 | Baile  | Kim Shi-hyun     | 19   | 19      | 2                     | 2                     | 2                                          | (208,842)                                  | 4                                          | 4                                          | (235,387)                                  | 5                                          | 4                                          | (324,046)                                  | 3                                          | (60,347)                                   | 2                                          | 4                                          | Eliminado                                  | 2018 - 2019                                |          |  |
| La unidad en indica al concursante que fue expulsado del programa luego de incumplir en repetidas ocasiones las reglas para los aprendices. Las unidades en indican a los concursantes que decidieron dejar el programa. |        |                  |      |         |                       |                       |                                            |                                            |                                            |                                            |                                            |                                            |                                            |                                            |                                            |                                            |                                            |                                            |                                            |                                            |          |  |

#### Posiciones en general
Los miembros que quedaron en los primeros nueve lugares, indican a los integrantes ganadores y que debutarán en el grupo 1THE9.
| 1 | Jeon Do-yum      | Baile | 3         | (207,235) | 5         | (322,940) | 7         | 1         | (551,943)        | 1                | (120,308)        | 1                | 1                | (678,953)        | 2018 - 2019 |
| 2 | Shin Ye-chan     | Canto | 5         | (187,996) | 6         | (311,385) | 4         | 3         | (512,114)        | 5                | (70,531)         | 4                | 4                | (390,005)        | 2018 - 2019 |
| 3 | Kim Jun-seo      | Baile | 11        | (168,313) | 23        | (183,674) | 22        | 17        | (288,860)        | 11               | (46,066)         | 11               | 9                | (321,288)        | 2018 - 2019 |
| 4 | Lee Sang-min     | Rap   | 34        | (117,870) | 8         | (268,401) | 11        | 10        | (422,337)        | 12               | (43,616)         | 13               | Eliminado        | Eliminado        | 2018 - 2019 |
| 5 | Wumuti           | Baile | 1         | (285,524) | 1         | (371,028) | 3         | 11        | (384,375)        | 3                | (90,930)         | 17               | Dejó el programa | Dejó el programa | 2018 - 2019 |
| 6 | Song Byeong-hee  | Baile | 19        | (141,905) | 24        | (181,335) | 15        | 14        | (313,020)        | 16               | (34,790)         | 14               | Eliminado        | Eliminado        | 2018 - 2019 |
| 7 | Lee Seung-hwan   | Baile | 13        | (151,238) | 12        | (258,783) | 9         | 4         | (474,532)        | 8                | (57,770)         | 7                | 8                | (325,754)        | 2018 - 2019 |
| 8 | Yoo Yong-ha      | Rap   | 41        | (99,454)  | 15        | (230,315) | 12        | 8         | (433,487)        | 4                | (72,190)         | 5                | 6                | (347,424)        | 2018 - 2019 |
| 9 | Kim Tae-woo      | Canto | 12        | (156,742) | 14        | (231,829) | 16        | 12        | (362,781)        | 6                | (68,074)         | 3                | 3                | (399,509)        | 2018 - 2019 |
| 10 | Kim Shi-hyun     | Baile | 2         | (208,842) | 13        | (235,387) | 17        | 13        | (324,046)        | 7                | (60,347)         | 6                | 10               | ( - )            | 2018 - 2019 |
| 11 | Bae Hyun-jun     | Canto | 16        | (146,603) | 19        | (222,094) | 24        | 21        | (266,997)        | 19               | (25,823)         | 16               | Eliminado        | Eliminado        | 2018 - 2019 |
| 12 | Jeong Taek-hyeon | Rap   | 35        | (115,959) | 18        | (222,521) | 5         | 7         | (450,440)        | 9                | (53,661)         | 9                | 5                | (377,883)        | 2018 - 2019 |
| 13 | Lee Jong-won     | Baile | 38        | (106,310) | 28        | (172,810) | 18        | 18        | (282,527)        | 18               | (27,496)         | 18               | Eliminado        | Eliminado        | 2018 - 2019 |
| 14 | Kim Young-won    | Canto | 17        | (145,664) | 17        | (224,521) | 29        | 20        | (273,738)        | 14               | (42,329)         | 12               | Eliminado        | Eliminado        | 2018 - 2019 |
| 15 | Lee Ye-chan      | Rap   | 14        | (151,232) | 16        | (225,263) | 21        | 22        | (255,595)        | 15               | (41,110)         | 15               | Eliminado        | Eliminado        | 2018 - 2019 |
| 16 | Park Sung-won    | Rap   | 37        | (112,358) | 7         | (271,287) | 6         | 6         | (456,983)        | 10               | (53,080)         | 8                | 7                | (342,430)        | 2018 - 2019 |
| 17 | Jung Jin-sung    | Canto | 4         | (203,940) | 11        | (263,028) | 1         | 2         | (550,906)        | 2                | (99,448)         | 2                | 2                | (500,929)        | 2018 - 2019 |
| 18 | Park Si-young    | Baile | 25        | (133,118) | 22        | (184,432) | 25        | 19        | (275,153)        | 17               | (31,990)         | 19               | Eliminado        | Eliminado        | 2018 - 2019 |
| 19 | Suren            | Baile | 6         | (177,299) | 32        | (159,084) | 26        | 23        | (250,358)        | 13               | (42,721)         | 10               | Eliminado        | Eliminado        | 2018 - 2019 |
| 20 | Jeon Chan-bin    | Canto | 27        | (126,091) | 26        | (178,525) | 33        | 25        | (229,646)        | 20               | (25,333)         | Eliminado        | Eliminado        | Eliminado        | 2018 - 2019 |
| 21 | Kim Sung-ho      | Rap   | 20        | (140,395) | 2         | (340,236) | 8         | 15        | (312,976)        | 21               | Eliminado        | Eliminado        | Eliminado        | Eliminado        | 2018 - 2019 |
| 22 | Kang Joon-hyuck  | Canto | 15        | (147,126) | 20        | (211,854) | 30        | 24        | (231,780)        | 22               | Eliminado        | Eliminado        | Eliminado        | Eliminado        | 2018 - 2019 |
| 23 | Yoon Tae-kyung   | Canto | 10        | (171,191) | 4         | (326,120) | 14        | 16        | (309,426)        | 23               | Eliminado        | Eliminado        | Eliminado        | Eliminado        | 2018 - 2019 |
| 24 | Kim Jung-woo     | Canto | 26        | (127,188) | 30        | (166,602) | 28        | 26        | (228,632)        | Eliminado        | Eliminado        | Eliminado        | Eliminado        | Eliminado        | 2018 - 2019 |
| 25 | Park Jin-oh      | Rap   | 40        | (99,762)  | 29        | (168,710) | 19        | 27        | (228,516)        | Eliminado        | Eliminado        | Eliminado        | Eliminado        | Eliminado        | 2018 - 2019 |
| 26 | Ji Jin-seok      | Canto | 7         | (176,323) | 9         | (267,057) | 13        | 9         | (432,880)        | Dejó el programa | Dejó el programa | Dejó el programa | Dejó el programa | Dejó el programa | 2018 - 2019 |
| 27 | Lim Hyeong-bin   | Canto | 33        | (121,060) | 27        | (175,054) | 32        | 35        | Eliminado        | Eliminado        | Eliminado        | Eliminado        | Eliminado        | Eliminado        | 2018 - 2019 |
| 28 | Lee Dong-joon    | Canto | 31        | (122,108) | 36        | (143,469) | 27        | 31        | Eliminado        | Eliminado        | Eliminado        | Eliminado        | Eliminado        | Eliminado        | 2018 - 2019 |
| 29 | Kim Young-seok   | Canto | 24        | (133,180) | 34        | (153,175) | 31        | 28        | Eliminado        | Eliminado        | Eliminado        | Eliminado        | Eliminado        | Eliminado        | 2018 - 2019 |
| 30 | Lee Jae-eok      | Canto | 21        | (135,778) | 40        | (89,480)  | 39        | 37        | Eliminado        | Eliminado        | Eliminado        | Eliminado        | Eliminado        | Eliminado        | 2018 - 2019 |
| 31 | Lim Youn-seo     | Canto | 23        | (135,200) | 33        | (154,667) | 20        | 30        | Eliminado        | Eliminado        | Eliminado        | Eliminado        | Eliminado        | Eliminado        | 2018 - 2019 |
| 32 | Kim Kun          | Canto | 30        | (122,430) | 39        | (100,042) | 36        | 38        | Eliminado        | Eliminado        | Eliminado        | Eliminado        | Eliminado        | Eliminado        | 2018 - 2019 |
| 33 | Bang Jun-hyuk    | Rap   | 9         | (172,678) | 10        | (265,657) | 10        | 5         | Dejó el programa | Dejó el programa | Dejó el programa | Dejó el programa | Dejó el programa | Dejó el programa | 2018 - 2019 |
| 34 | Son Jin-ha       | Baile | 44        | (93,008)  | 38        | (139,785) | 38        | 36        | Eliminado        | Eliminado        | Eliminado        | Eliminado        | Eliminado        | Eliminado        | 2018 - 2019 |
| 35 | Min              | Baile | 28        | (123,525) | 35        | (146,987) | 35        | 33        | Eliminado        | Eliminado        | Eliminado        | Eliminado        | Eliminado        | Eliminado        | 2018 - 2019 |
| 36 | Oh Da-han        | Baile | 47        | (82,391)  | 25        | (179,621) | 37        | 34        | Eliminado        | Eliminado        | Eliminado        | Eliminado        | Eliminado        | Eliminado        | 2018 - 2019 |
| 37 | Christian        | Baile | 48        | (76,018)  | 31        | (165,064) | 40        | 39        | Eliminado        | Eliminado        | Eliminado        | Eliminado        | Eliminado        | Eliminado        | 2018 - 2019 |
| 38 | Song Jae-won     | Baile | 18        | (143,868) | 21        | (187,399) | 34        | 32        | Eliminado        | Eliminado        | Eliminado        | Eliminado        | Eliminado        | Eliminado        | 2018 - 2019 |
| 39 | Shin Chan-bin    | Baile | 36        | (113,348) | 37        | (143,267) | 23        | 29        | Eliminado        | Eliminado        | Eliminado        | Eliminado        | Eliminado        | Eliminado        | 2018 - 2019 |
| 40 | Choi Soo-min     | Rap   | 8         | (173,601) | 3         | (338,152) | 2         | Expulsado | Expulsado        | Expulsado        | Expulsado        | Expulsado        | Expulsado        | Expulsado        | 2018 - 2019 |
| 41 | Kosuke           | Baile | 39        | (103,367) | Eliminado | Eliminado | Eliminado | Eliminado | Eliminado        | Eliminado        | Eliminado        | Eliminado        | Eliminado        | Eliminado        | 2018        |
| 42 | Kim Kang-min     | Baile | 22        | (135,529) | Eliminado | Eliminado | Eliminado | Eliminado | Eliminado        | Eliminado        | Eliminado        | Eliminado        | Eliminado        | Eliminado        | 2018        |
| 43 | Eddie            | Baile | 45        | (91,936)  | Eliminado | Eliminado | Eliminado | Eliminado | Eliminado        | Eliminado        | Eliminado        | Eliminado        | Eliminado        | Eliminado        | 2018        |
| 44 | Jeong Won-beom   | Baile | 49        | (73,360)  | Eliminado | Eliminado | Eliminado | Eliminado | Eliminado        | Eliminado        | Eliminado        | Eliminado        | Eliminado        | Eliminado        | 2018        |
| 45 | Koo Han-seo      | Rap   | 46        | (89,673)  | Eliminado | Eliminado | Eliminado | Eliminado | Eliminado        | Eliminado        | Eliminado        | Eliminado        | Eliminado        | Eliminado        | 2018        |
| 46 | Kim Ye-joon      | Rap   | 29        | (122,473) | Eliminado | Eliminado | Eliminado | Eliminado | Eliminado        | Eliminado        | Eliminado        | Eliminado        | Eliminado        | Eliminado        | 2018        |
| 47 | Nam Do-hyon      | Rap   | 42        | (96,920)  | Eliminado | Eliminado | Eliminado | Eliminado | Eliminado        | Eliminado        | Eliminado        | Eliminado        | Eliminado        | Eliminado        | 2018        |
| 48 | Jang Rui         | Rap   | 43        | (93,947)  | Eliminado | Eliminado | Eliminado | Eliminado | Eliminado        | Eliminado        | Eliminado        | Eliminado        | Eliminado        | Eliminado        | 2018        |
| 49 | Jung Hyun-jun    | Rap   | 32        | (121,630) | Eliminado | Eliminado | Eliminado | Eliminado | Eliminado        | Eliminado        | Eliminado        | Eliminado        | Eliminado        | Eliminado        | 2018        |
| 50 | Yoon Do-yeon     | Canto | Eliminado | Eliminado | Eliminado | Eliminado | Eliminado | Eliminado | Eliminado        | Eliminado        | Eliminado        | Eliminado        | Eliminado        | Eliminado        | 2018        |
| 51 | Kim Bin          | Canto | Eliminado | Eliminado | Eliminado | Eliminado | Eliminado | Eliminado | Eliminado        | Eliminado        | Eliminado        | Eliminado        | Eliminado        | Eliminado        | 2018        |
| 52 | Jay Chang        | Canto | Eliminado | Eliminado | Eliminado | Eliminado | Eliminado | Eliminado | Eliminado        | Eliminado        | Eliminado        | Eliminado        | Eliminado        | Eliminado        | 2018        |
| 53 | Kim Jun-jae      | Rap   | Eliminado | Eliminado | Eliminado | Eliminado | Eliminado | Eliminado | Eliminado        | Eliminado        | Eliminado        | Eliminado        | Eliminado        | Eliminado        | 2018        |
| 54 | Lee Min-woo      | Rap   | Eliminado | Eliminado | Eliminado | Eliminado | Eliminado | Eliminado | Eliminado        | Eliminado        | Eliminado        | Eliminado        | Eliminado        | Eliminado        | 2018        |
| 55 | Lee Jun-hwan     | Rap   | Eliminado | Eliminado | Eliminado | Eliminado | Eliminado | Eliminado | Eliminado        | Eliminado        | Eliminado        | Eliminado        | Eliminado        | Eliminado        | 2018        |
| 56 | Chang Min-su     | Rap   | Eliminado | Eliminado | Eliminado | Eliminado | Eliminado | Eliminado | Eliminado        | Eliminado        | Eliminado        | Eliminado        | Eliminado        | Eliminado        | 2018        |
| 57 | Choi Yong-hun    | Rap   | Eliminado | Eliminado | Eliminado | Eliminado | Eliminado | Eliminado | Eliminado        | Eliminado        | Eliminado        | Eliminado        | Eliminado        | Eliminado        | 2018        |
| Las unidades en indican a los miembros que forman parte del grupo de canto Las unidades en denotan a los miembros que forman parte del grupo de rap Las unidades en indican a los miembros que forman parte del grupo de baile Mientras que la unidad en indica al concursante que fue expulsado del programa por incumplir en repetidas ocasiones las reglas. Finalmente las unidades en indican a los concursantes que decidieron dejar el programa. Las unidades que se encuentran en color dorado indican a los miembros que debutarán en el grupo 1THE9. |                  |       |           |           |           |           |           |           |                  |                  |                  |                  |                  |                  |             |

### Raitings
| Ep. | Fecha de Emisión        | Promedio de Audiencia Compartida | Promedio de Audiencia Compartida |
| Ep. | Fecha de Emisión        | AGB Nielsen                      | AGB Nielsen                      |
| Ep. | Fecha de Emisión        | Escala Nacional                  | Seúl                             |
| --- | ----------------------- | -------------------------------- | -------------------------------- |
| 1   | 3 de noviembre de 2018  | 2.2%                             |                                  |
| 2   | 10 de noviembre de 2018 | 1.7%                             |                                  |
| 3   | 17 de noviembre de 2018 | 1.9%                             |                                  |
| 4   | 24 de noviembre de 2018 | 1.5%                             |                                  |
| 5   | 1 de diciembre de 2018  | 1.2%                             |                                  |
| 6   | 8 de diciembre de 2018  | 1.4%                             |                                  |
| 7   | 15 de diciembre de 2018 | 1.2%                             |                                  |
| 8   | 22 de diciembre de 2018 | 1.5%                             |                                  |
| 9   | 29 de diciembre de 2018 | 1.6%                             |                                  |
| 10  | 5 de enero de 2019      | 1.6%                             |                                  |
| 11  | 12 de enero de 2019     | 1.1%                             |                                  |
| 12  | 19 de enero de 2019     | 0.9%                             |                                  |
| 13  | 26 de enero de 2019     | 1.0%                             |                                  |
| 14  | 9 de febrero de 2019    |                                  |                                  |

## Música[33]
| Fecha | Grabado por     | Título         | Notas  |
| ----- | --------------- | -------------- | ------ |
| 2018  | Equipo de Canto | "Go Tomorrow"  | -      |
| 2018  | Equipo de Rap   | "Friends"      | -      |
| 2018  | Equipo de Baile | "We Are Young" | [ 34 ] |

## Premios y nominaciones
| Año  | Categoría                                   | Premio                       | Nominada    | Resultado |
| ---- | ------------------------------------------- | ---------------------------- | ----------- | --------- |
| 2018 | Excellence Award (Music & Talk Show) Female | 2018 MBC Entertainment Award | Kim So-hyun | Ganó      |

## Producción
El programa también es conocido como "Under 19" o "Creative Teenager Under Nineteen".
Fue dirigido por Jeong Chang-young y Lim Kyung-sik, quienes contaron con el apoyo de los escritores Jeong In-hwan y Ko Young-min, mientras que la producción estuvo en manos de Lim Kyung-sik y Jung Chang-won.
Después de la emisión del último episodio del programa emitido el 9 de febrero del 2019, los miembros ganadores que conformarán el grupo "1THE9", realizarán una transmisión especial titulada "Under 19 Debut Group Broadcast" a través de V Live, y contará con la presentación especial de Jung Chae-yeon.
En febrero del 2019 se anunció que el programa realizaría un último concierto con los últimos 19 finalistas el 23 de febrero del mismo año a las 5 p. m. (KST) en el Olympic Park’s Olympic Hall en Seúl, así como una reunión con sus fanes.

### Salidas
El 19 de enero del 2019, se reveló que el aprendiz Choi Soo-min del equipo de rap, había roto las reglas de los aprendices varias veces, por lo que había sido retirado del programa.
El 26 de enero del 2019 antes de anunciar las eliminaciones, se reveló que dos participantes habían dedicido dejar el programa: Bang Jun-hyuk del grupo de rap, había anunciado a través de su agencia que había decidido dejar el programa, luego de no participar en la última competición. Por otro lado, el aprendiz Ji Jin-seok, del grupo de canto, había decidido habandonar el programa debido a razones de salud, que le impedían continuar.